# José Jobson Arruda
José Jobson de Andrade Arruda (2 de abril de 1942) é um historiador e pesquisador brasileiro. Professor emérito da Faculdade de Filosofia, Letras e Ciências Humanas da Universidade de São Paulo (FFLCH-USP), exerceu  a posição de professor titular do Instituto de Economia da UNICAMP. É autor de diversas obras didáticas na área de história econômica do Brasil.

## Formação
Graduado em História pela Universidade de São Paulo, em 1966, fez doutorado em História Econômica em 1973. Professor de pós-graduação na USP, também leciona na Universidade Estadual de Campinas e na Universidade do Sagrado Coração.
É autor de Uma colônia entre dois impérios (2008), livro sobre os 200 anos da abertura dos portos às nações amigas com a transferência da corte portuguesa para o Brasil em 1808. Financiado pela Fundação de Amparo a Pesquisa do Estado de São Paulo (Fapesp), a obra faz uma "análise estrutural–dependista" e de uma historia totalizante tendo como ponto de partida as análises do historiador marxista Caio Prado Júnior e de contribuições de Fernando Novais. Foi descrita pelo historiador Carlos Gabriel Guimãraes, da Universidade Federal Fluminense, como "uma estimável contribuição para o debate sobre o tema."

## Publicações
Além de artigos e participação em obras coletivas, Arruda publicou os seguintes livros:
- O Brasil na Revolução Industrial (1780-1830). Bauru-SP: EDUSC, 2009.
- Dinâmica mercantil e potencialização industrial: Itália e Portugal (1796-1811) (no prelo). Bauru-SP: EDUSC, 2009.
- Uma colônia entre dois impérios: a abertura dos portos brasileiros 1800-1808. 1. ed. Bauru: EDUSC, 2008. v. 1. 185 p.
- Nova História Moderna e Contemporânea (v. 1): da transição feudalismo-capitalismo à Guerra de Secessão dos Estados Unidos. Bauru-SP: EDUSC, 2006. v. 1. 260 p.
- Nova História Moderna e Contemporânea (v. 2): da difusão do capitalismo industrial à descolonização da Ásia. Bauru-SP: EDUSC, 2006. v. 1. 260 p.
- Nova História Moderna e Contemporânea (v. 3): da descolonização da África e Oriente Médio à Guerra do Iraque. Bauru-SP: EDUSC, 2006. v. 1. 304 p.
- Nova História Moderna e Contemporânea. Bauru-SP: EDUSC, 2004. 798 p.
- Toda a História. São Paulo: Editora Ática, 1999.
- O Trágico 5º Centenário do Descobrimento do Brasil, Bauru-SP: EDUSC, 1999.
- História Total. São Paulo: Editora Ática, 1998. v. 4.
- A Grande Revoluçao Inglesa 1640-1780. SÃO PAULO: HUCITEC, 1996. 210 p.
- História Integrada. São Paulo: Ática, 1995.
- Toda História. SÃO PAULO: ÁTICA, 1994.
- História Moderna e Contemporânea. 26. ed. SÃO PAULO: ÁTICA, 1994.
- História Antiga e Medieval. 10. ed. SÃO PAULO: ÁTICA, 1994.
- O Brasil no Comércio Colonial : 1982. SÃO PAULO: ÁTICA, 1994. 420 p.
- A Revolução Inglesa. SÃO PAULO: BRASILIENSE, 1994. 90 p.
- Atlas Histórico Escolar. São Paulo: Ática, 1989.
- A Revolução Industrial. São Paulo: Ática, 1989.
- História Moderna e Contemporânea. 19. ed. São Paulo: Ática, 1986.
- História Moderna e Contemporânea (Compacta). 19. ed. São Paulo: Ática, 1986.
- História Moderna e Contemporânea (Compacta). São Paulo: Ática, 1985. 264 p.
- A Revolução Inglesa. São Paulo: Brasiliense, 1984.
- Revolução Industrial e Capitalismo. São Paulo: Brasiliense, 1984.
- História Moderna e Contemporânea. 15. ed. São Paulo: Ática, 1980.
- História Moderna e Contemporânea. Caderno de Atividades. São Paulo: Ática, 1980.
- O Brasil no comércio colonial. São Paulo: Ática, 1980. 710 p.
- História Antiga e Medieval. 18. ed. São Paulo: Ática, 1976.
- História Antiga e Medieval. Caderno de Atividades. , 1976.
- História Antiga e Medieval. São Paulo: Centro de Recursos Educacionais Objetivo, 1975.
- História Moderna. São Paulo: Centro de Recursos Educacionais Objetivo, 1975.
- História Contemporânea. São Paulo: Centro de Recursos Educacionais Objetivo, 1975.
- História Moderna e Contemporânea. 30. ed. São Paulo: Ática, 1974.
- História Moderna e Contemporânea. Caderno de Atividades. São Paulo: Ática, 1974.
- A História através dos texto: Antiga e Medieval. 1. ed. São Paulo: Centro de Recursos Humanos do Curso Objetivo, 1971. v. 1.
- História Moderna e Contemporânea. São Paulo: Abril Cultural, 1969.
- História Geral. São Paulo: Abril Cultural, 1969.

Como organizador ou co-organizador
- (Org.) Documentos manuscritos avulsos da Capitania de São Paulo (1618-1823) - cátalogo 3 - Índice Mendes Gouveia. Bauru-SP: EDUSC, 2006. v. 1. 474 p.
- (Org.) Documentos manuscritos avulsos da capitania de São Paulo. Bauru/São Paulo: EDUSC / FAPESP / IMPRENSA OFICIAL, 2002. v. 2. 804 p.
- (Org.) ; FONSECA, Luís Adão da (Org.) . Brasil-Portugal, agenda para o milênio. 1. ed. Bauru: EDUSC/FAPESP/ICCTI, 2001. v. 1. 636 p.
- (Org.) . Documentos manuscritos avulsos da capitania de São Paulo. 1. ed. Bauru/São Paulo: EDUSC/FAPESP/IMPRENSA OFICIAL, 2000. v. 1. 5 p.
- (Org.) ; TENGARRINHA, J. M. (Org.) . Historiografia luso-brasileira contemporânea. Bauru-SP: EDUSC, 1999.
- (Org.) . Decadência ou crise do Império Luso-Brasileiro: O novo padrão de colonização do século XVIII. Cascais: Câmara Municipal de Cascais, 1998. v. 3.
- (Org.) Mercado Nacional e Mundial Entre O Estado e A Nação: Brasil, da Colônia Ao Império. CASCAIS: ED., 1996.
- (Org.) Exploração Colonial Mercantil. LISBOA: FUNDAÇÃO CALOUSTE GULBENKIAN, 1995.